# Joana Juárez
Pour les articles homonymes, voir Juárez.
Joana Juárez Roura est une gymnaste artistique espagnole née à Barcelone le 5 août 1980.

## Palmarès

### Championnats d'Europe
- Birmingham 1996
  -  médaille de bronze au sol